# Star Fleet Battles
Star Fleet Battles (SFB) è un gioco da tavolo di tipo wargame tattico di fantascienza con combattimenti di astronavi.
Il titolo è ambientato in un proprio universo, ideato originariamente nel 1979 da Stephen V. Cole, che si ispirerebbe liberamente a quello della serie televisiva Star Trek di allora.
Dalla prima versione il gioco ha subito numerosi e notevoli miglioramenti oltre che aggiornamenti; l'edizione corrente è pubblicata dalla Amarillo Design Bureau Inc. come Star Fleet Battles, Captain's Edition.
L'ambientazione venne basata inizialmente sulla serie classica Star Trek e successivamente si è evoluta in maniera indipendente, per anni non potendo includere materiale (dei film e delle altre serie successive di telefilm), causa motivi di diritti-"copyright".

## Regole
Le regole sono pubblicate sotto forma di un manuale base (di oltre 200 pagine) al quale possono essere aggiunti numerosi supplementi che aggiungono nuove regole, sistemi d'arma, tipi di astronavi, nuove razze aliene. Per facilitare il compito di raccoglierle ed ordinarle sono pubblicate sotto forma di fogli forati per essere inseriti in un raccoglitore ad anelli. Il regolamento è estremamente dettagliato ed attento alla precisa terminologia usata; capitoli, sottocapitoli e regole sono completamente indicizzati in maniera da potervi fare direttamente riferimento. Per esempio il terzo capitolo (C0.0) Movement Rules) è dedicato alle regole sul movimento delle astronavi, il sottocapitolo (C1.0) General Movement Rules introduce i concetti basilari, il sottocapitolo (C1.1) Facing descrive le regole sull'orientamento delle pedine, (C1.322) Pursuit plotting la pianificazione di una manovra di inseguimento e così via.
I giocatori interagiscono su una mappa esagonale e rappresentano una delle varie fazioni dell'ambientazione (Federazione dei Pianeti Uniti, Klingon, Romulani ed altre razze aliene). Il gioco usa un sistema di turni ad impulsi, divergendo dal classico sistema di movimenti alternati usato dalla maggior parte dei wargame. La velocità di una nave determina quanto spesso e quando può muovere sulla tabella di movimento a 32 impulsi, pertanto 32 è la velocità massima di una nave (o di qualunque altro oggetto sulla mappa). Un sistema simile viene usato nel gioco Car Wars della Steve Jackson Games che utilizza un sistema a cinque fasi. Questo sistema permette una simulazione più realistica del movimento delle unità ed una maggiore flessibilità e controllo tattico, a spese di una maggiore complessità di gestione delle unità.
All'inizio di ogni turno di gioco ogni giocatore deve compilare per ogni astronave da lui controllata l'Energy Allocation Form ("Scheda di assegnazione dell'energia"), una scheda in cui programma l'assegnazione dell'energia disponibile ai vari sistemi propulsivi, offensivi, difensivi ed ausiliari dell'astronave. In generale l'energia non è mai sufficiente a spingere un'astronave alla massima velocità e contemporaneamente ad utilizzare tutte le armi ed i sistemi di bordo, quindi bisogna ogni volta decidere quanto velocemente muoversi, quali armi energizzare, se assegnare energia a vari sistemi ausiliari (raggi trattori, sistemi di teletrasporto, ecc..) che potrebbero essere utili nel turno. Inoltre a seconda del livello di complessità scelto per le regole dovrà programmare in maniera più o meno dettagliata la rotta seguita dalla sua astronave.
Ogni astronave è descritta da una scheda detta SSD (Ship System Display - "Scheda dei Sistemi d'Arma") che serve a descrivere le capacità di un'astronave, di quanti e quali armi è dotata ed i loro archi di tiro, sistemi ausiliari, caccia eventualmente imbarcati, potenza degli scudi, capacità di manovra. Man mano che una nave viene danneggiata i vari sistemi distrutti vengono cancellati dalla scheda.

## Universo di Star Fleet Battles
Dalla prima pubblicazione del gioco l'universo di Star Fleet Battles e quello di Star Trek si sono sviluppati in maniera considerevolmente diversa dato che gli autori del gioco e quelli dei film e delle serie televisive si sono fondamentalmente ignorati a vicenda. La ragione principale sta nel fatto che la licenza con la quale venne pubblicato Star Fleet Battles concedeva solo l'uso di alcuni elementi della serie classica e non permetteva di far riferimento direttamente ai personaggi ed agli eventi. Quindi il materiale ufficiale per Star Fleet Battles non include riferimenti a Kirk, Spock o alla Enterprise. Questo non ha impedito riferimenti obliqui a vari episodi della serie.
La divergenza ha portato ad includere razze non presenti nella serie successive ed in generale ha dato un tono molto più militaresco all'ambientazione di Star Fleet Battles rispetto a quella dei telefilm. Gli sceneggiatori dei film e delle serie televisive restarono vicini alla visione ottimistica del futuro di Gene Roddenberry, nel quale le divergenze di vedute tra gruppi diversi possono essere alla fine risolte pacificamente. Ma in un wargame militare lo stato ideale è uno di costate conflitto e quindi l'ambientazione è molto più pessimistica.

## Pubblicazioni
Un elenco non del tutto completo delle pubblicazioni ufficiali:
- 1979 Star Fleet Battles - Basic Set, la prima edizione, pubblicata dalla Task Force Games in forma di microgame, un libretto tascabile, qualche counter ed una mappa ripiegata infilati dentro ad una busta di plastica. Lo stesso anno venne anche pubblicata in una versione in scatola, con un manuale di dimensioni maggiori (detta Designer's Edition)
  - 1982 Battle Damage: Code Red: un mazzo di carte speciali da utilizzare al posto della procedura standard di assegnazione del danno.
  - 1982 Star Fleet Battles Expansion #1: La prima espansione (in formato di microgame). Include incrociatori migliorati, 32 nuove navi, 2 nuove razze (Hydran e Andromedan), otto nuovi scenari, due mini campagne ed errata.
  - 1983 Star Fleet Battles Expansion #2: La seconda espansione (in formato di microgame), include 32 nuove navi, pseudo-caccia, i Lyran, caccia migliorati, nuove armi, otto nuovi scenari, tre campagne ed errata completi.
  - 1983 Star Fleet Battles Expansion #3: La terza ed ultima espansione di questa versione (in formato di microgame): 86 nuove navi, nuovi incrociatori leggeri, rimorchi per pseudo-caccia, dragamine, 8 nuovi scenari, errata e regole espanse.
- 1983 Star Fleet Battles - Volume I: il primo volume della Commander's Edition, una versione rivista delle regole pubblicata in scatola. A partire da questa edizione le regole vengono pubblicate già predisposte per i raccoglitori ad anelli.
- 1984 Star Fleet Battles - Volume II
- 1985 Star Fleet Battles - Volume III
  - 1987 Tactics Manual: un manuale di tattiche e metodi di gestione delle navi
- 1990 Star Fleet Battles - Basic Set, insieme alla Advanced Missions pubblicata nel 1991 formano il nucleo della Captain's Edition: l'edizione ancora attuale (seppure rivista nel 1994 e nel 1999) che ha raccolto, rivisto e corretto le regole pubblicate in precedenza. Venne anche pubblicata una versione in scatola (il Captain's Rulebook) che comprendeva Basic Set, Advanced Missions ed i moduli C1 e C2, ma priva di SSD, pedine e mappe (era indirizzata ai giocatori già introdotti che potevano sfruttare le pedine/mappe/ecc... delle edizioni precedenti).
  - 1991 Module A: Battlecards: riedizione di Battle Damage: Code Red per la nuova edizione
  - 1991 Module B: Terrain Maps: Sei nuovi scenari e sei mappe con pericoli spaziali (asteroidi, buchi neri, giganti gassosi.
  - 1991 Module C1: New Worlds 1: aggiunge nuove razze (Hydran, Lyran e WYN) con relative navi, regole e scenari. Rivisto nel 1994 e nel 1999.
  - 1991 Module C2: New Worlds 2: altre tre nuove razze (Andromedan, Neo-Tholian, e ISC). Rivisto nel 1994 e nel 1999.
  - 1991 Module J: Fighters: Regole di combattimento per caccia e shuttle, descrizione delle portaerei e scenari in cui utilizzarle. Rivisto nel 1994
  - 1991 Module K: Fast Patrol Ships: SSD e scenari per le Fast Patrol Ship (più o meno equivalenti alle torpediniere) e PF-Tender, le navi che le portano in zona di operazione. Rivisto nel 2000.
  - 1992 Module R1: Bases & Auxiliaries: regole, SSD e scenari per basi, vascelli civili e navi ausiliarie.
  - 1992 Cadet Training Manual: un manuale di introduzione al sistema di gioco di Star Fleet Battles, una serie di scenari di difficoltà crescente nel corso dei quali vengono introdotti i concetti base del regolamento.
  - 1992 Module R2: Reinforcements 1: navi e scenari per Federazione, Kzinti, Orion e Andromedan.
  - 1992 Module R3: Reinforcements 2: navi e scenari per Klingon, Hydran, Lyran e WYN. Rivisto nel 2000
  - 1992 Module R4: Reinforcements 3: navi e scenari per Romulani, Gorn, Tholian e ISC. Rivisto nel 2001
  - 1992 Module R5: Battleships: corazzate, portaerei pesanti e altre navi di grandi dimensioni. Rivisto pesantemente nel 1994
  - 1992 Module S1: Scenario Book #1: 51 nuovi scenari
  - 1993 Module C3: New Worlds 3: nuove regole per le razze dell'espansione C1 e C2, con l'aggiunta di LDR e Seltorian. Leggermente aggiornato nel 2004
  - 1993 Module D3: Booms & Saucers: regole, SSD e scenari per navi della Federazione, Klingons e Tholian in grado di separarsi in più vascelli in caso d'emergenza
  - 1993 Tactics Manual: Captain's Edition: riedizione di quello del 1987, rivisto nuovamente nel 2000.
  - 1994 Module F1: The Jindarians: SSD, scenari e navi per i Jindarian, una razza di nomadi interstellari
  - 1994 Module S2: Scenario Book #2: 50 nuovi scenari e 2 nuove campagne
  - 1994 Module X1: First-Generation X-Ships: le navi più tecnologicamente avanzate.
  - 1995 Module C4: Fleet Training Centers: razze teoriche, esistenti solo nei computer dei centri di addestramento delle flotte..
  - 1995 Module M: Star Fleet Marines: regole per le squadre di abbordaggio e per il combattimento al suolo
  - 1995 Module R6: Fast Warships: Fast patrol ship, incrociatori pesanti, navi rifornimento, portaerei mobili, corazzate veloci. Rivisto nel 2000
  - 1995 Module P6: The galactic Smorgasbord
  - 1996 Module G1: Master Annex File: Tabelle con i dati aggiornati e riorganizzati di ogni nave e caccia pubblicato fino a quel momento (equipaggio e squadre di marine imbarcati, valore in punti, riferimenti alle regole, anno di entrata in servizio...)
  - 1996 Cadet Training Handbook: Riedizione del Cadet Training Manual del 1991
  - 1996 Campaign Designer's Handbook: Regole per progettare una propria galassia. Ripubblicato nel 2000 con una nuova copertina.
  - 1999 Module Omega 1: The Omega Sector: Il modulo che introduce l'Omega Sector, un nuovo settore dello spazio, al di là di quello conosciuto dove nuove razze combattono per il predominio, con nuove armi e sistemi d'arma.
  - 1999 Module R7: Dreadnoughts at War: Corazzate leggere e pesanti ed altri giganti delle flotte
  - 2000 Module Omega 2: Omega Reinforcements: espande ulteriormente il Modulo Omega 1.
  - 2000 Module Omega 3: The Omega Wars
  - 2000 Module Y1: The Early Years: le navi della generazione precedente.
  - 2000 Module T Tournament Battles: mappe, navi e counter per i tornei
  - 2001 Module E2 Triangulum Galaxy
  - 2001 Module TR
  - 2001 Module W Space Battle Maps
  - 2002 Module Omega 4: The Omega Rebellion
  - 2002: Module J2 Advanced fighters: portaerei pattuglia, da esplorazione, interdizione, navi controllo d'area, caccia pesanti e nuovi armamenti per i caccia.
  - 2003 Module R10 The New Cruisers
  - 2004 Module R8 System Defense Command: Basi interstellari di settore, ausiliarie giganti, navi della guardia nazionale ed altre unità.
  - 2004 Module R9: The Ships That Never Were: Varianti di navi mai realizzate

### Riviste
- Captain's Log: pubblicato dall'Amarillo Design Bureau, un periodico con cadenza irregolare, che contiene articoli dedicati all'universo di Star Fleet Battles (nuove razze, scenari e racconti).
- Star Fleet Times - una rivista pubblicata dalla Agents of Gaming (43 numeri, 1995-1998). Le pubblicazioni cessarono con la chiusura della AoG
- Starletter - altra rivista della Agents of Gaming (92 numeri)

## Giochi correlati
Altri giochi ambientati in questo universo sono includono:
- la serie di videogiochi Star Trek: Starfleet Command
- il gioco di ruolo Prime Directive (pubblicato inizialmente un suo regolamento e successivamente usando il sistema di gioco di GURPS e quello del D20 System)
- il gioco di strategia Federation and Empire così come l'annunciato Federation Commander.
- 2005 Federation Commander: Klingon Border: un rifacimento completo del gioco in modo da semplificarlo notevolmente e farlo diventare più interessante per un pubblico più vasto.